# Томи и Тапенс
Томас Бересфорд (Thomas Beresford) и Пруденс Бересфорд  (Prudence Beresford), познатији као Томи и Тјупенс, односно Томи и Мрвица су два измишљена детектива, муж и жена, ликови у делима књижевнице Агате Кристи. Појављују се у 4 романа и једној збирци од 17 кратких прича Агате Кристи, а први пут већ у свом другом роману Тајни непријатељи. Већина њихових авантура је екранизована.

## Опис ликова
Томи и Мрвица су пријатељи од малена. Увек су се шалили на тему својих осецања. Томи је говорио за Мрвицу да није превише романтична, она за себе да би се радо удала за некога због новца. Када упадну у озбиљне проблеме и живот им се нађе у опасности они схватају колико им онај други значи.
С почетком Првог светског рата 1914. године Мрвица долази у Лондон, где  у војној болници ради као болничарка. Ту среће Томија, свог пријатеља из младости, који из рата излази са чином поручника. После рата, када је за већину људи наступило време немастине и потраге за било каквим послом и њих двоје, оставши без новца, одлучују да уновче своју храброст и заједно оснују детективску агенцију „Млади авантуристи Лтд.” Последњим новцем који имају плаћају оглас са поруком: „Спремни да ураде било шта. Иду било где... Ниједна неразумна понуда није одбијена”. Њихов разговор о новцу чуо је тајанствени господин Витингтон, који им је понудио посао - Да пронађу госпођицу Џејн Фин. Током те потраге Томи и Мрвица уплешће се у међународни лавиринт завера и сплетки, чиме ће почети њихова каријера приватних детектива.
Ликове Томија и Мрвице списатељица развија хронолошки, из романа у роман, пратећи реалан ток времена. Тако су у првом роману из 1922. они млади људи у двадесетим годинама који започињу пословну и љубавну везу, називајући себе „младим авантуристима“, да би касније ступили у брак. Током дугог брачног жвота они се готово никада нису растајали. Заједно су прошли кроз разне тешкоће и опасности. Добили су двоје деце, једно усвојили и баш онда када им се живот учинио досадним досао је Други светски рат и они су поново били уплетени у спољни круг британске обавештајне службе. У последња два романа они су пензионери који већ имају унуке, што их не спречава да са својих 60-70 година поново крену у авантуру, упркос негодовању њихове деце.

### Томи
Томаса Бересфорда Томија Агата Кристи у свом првом роману описује као младића густе риђе косе зализане уназад. Његово лице је „пријатно ружно”, неупадљиво, али ипак лице једног џентлмена и спортисте. Он је спор и промишљен, чиме у њиховим авантурама предупређује непријатне догађаје.

### Мрвица
Пруденс Бересфорд, познатија као Мрвица (у неким српским издањима и Тјупенс - енгл. Tuppence), рођена је као Пруденс Каули, пето од укупно седморо деце архиђакона Каулија из села Литл Мисиндел (енгл. Little Misindel), Сафок. Агата Кристи је описује као девојку не баш лепу, али шармантну, са лицем које одаје чврст карактер. Њено лице је ситно, брада одлучна, а очи сиве, крупне и размакнуте. Обрве су јој црне, као и коса ошишана на кратку буби фризуру. За разлику од Томија она у овом двојцу често предњачи својом наглом, харизматичном природом.

### Остали ликови
Осим главних јунака у њиховим авантурама појављује се и Томијев пријатељ из рата Алберт, као и син Дерек, ћерка Дебора, усвојена ћерка Бети и унуци Ендру, Џенет и Розали, Деборина деца.

## Дела са Томијем и Мрвицом као главним ликовима
Томија и Мрвицу Агата Кристи уводи Већ у свом другом роману Тајни непријатељ, али се касније појављују у свега 4 романа и 17 приповедака:
- Тајни непријатељ (1922)
- Партнери у злочину (1929) - 17 кратких прича
- Н или М? (1941)
- Трнци у прстима (1968)
- Залеђе судбине (1973)

## Екранизације
Ликове Томија и Тапенс су на телевизији први тумачили Џејмс Ворик и Франческа Анис, прво у дугометражном филму Тајни непријатељ из 1982, а затим у ТВ серији од 10 епизода Партнери у злочину Агате Кристи из 1983. Од 17 прича екранизовано је укупно 10, у трајању од по 52 минута.
Роман Трнци у прстима адаптирао је 2005. француски редитељ Паскал Тома под насловом Mon petit doigt m'a dit... (Мали прст ми је рекао...). У филму глуме Андре Дусолије као Томи и Катрин Фро као Мрвица. Радња филма је премештена у Савоју у Француској. Други филм Le crime est notre affaire снимљен је 2008. Наслов указује на књигу  Партнери у злочину и у њему су главни ликови Бересфордови, али се радња заснива на роману У 4.50 са станице Педингтон у коме је главни лик заправо госпођица Марпл. Радња трећег филма Associés contre le crim је заснована (али веома лабаво, готово до непрепознатљивости) на једној од прича у књизи Партнери у злочину.
Адаптација романа Трнци у прстима појавила се 2006. као епизода телевизијске серије Агата Кристи: Случајеви госпођице Марпл иако госпођица Марпл није јунакиња оригиналне приче Агате Кристи. У овој верзији, Томија и Мрвицу су играли Ентони Ендруз и Грета Скаки. За разлику од књиге, у овој адаптацији случај решавају госпођица Марпл и Мрвица, док се Томи појављује само на почетку и крају епизоде јер је одсутан због посла обавештајној служби (МИ6)
Године 2015, поводом обележавања 125 година од рођења Агате Кристи, Би-Би-Си је емитовао серију Партнери у злочину, у којој су глумили Дејвид Валијамс као Томи и Џесика Реин као Мрвица. Серија је адаптација два романа Агате Кристи - Н или М? и Тајни непријатељ. Сваки роман је адаптиран у по 3 епизоде.